# ピエール・ガッサンディ

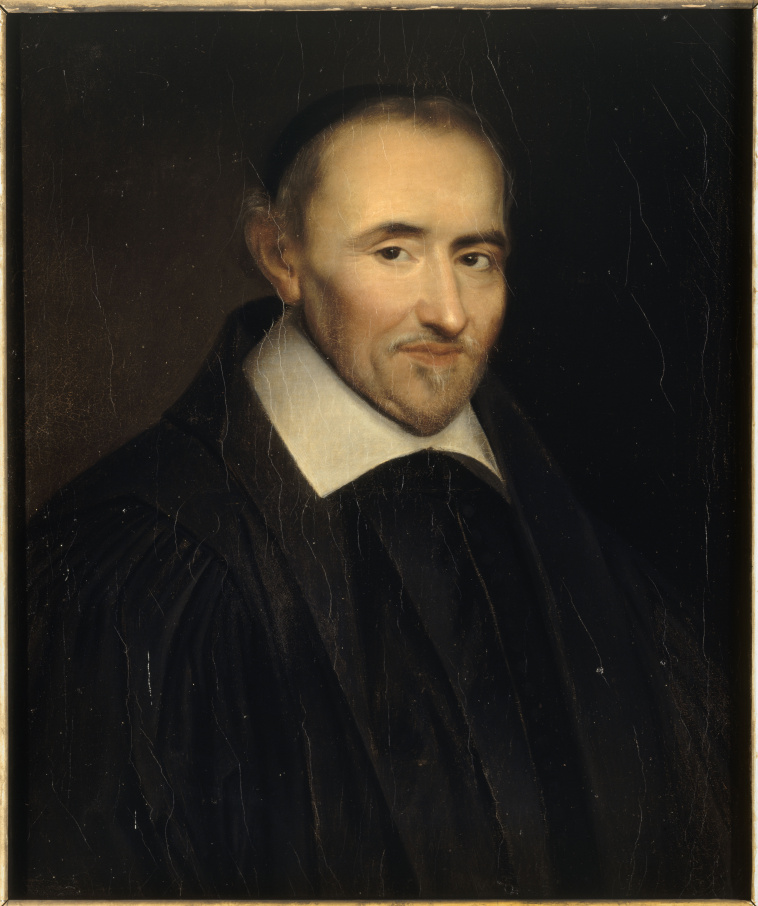
ピエール・ガッサンディ

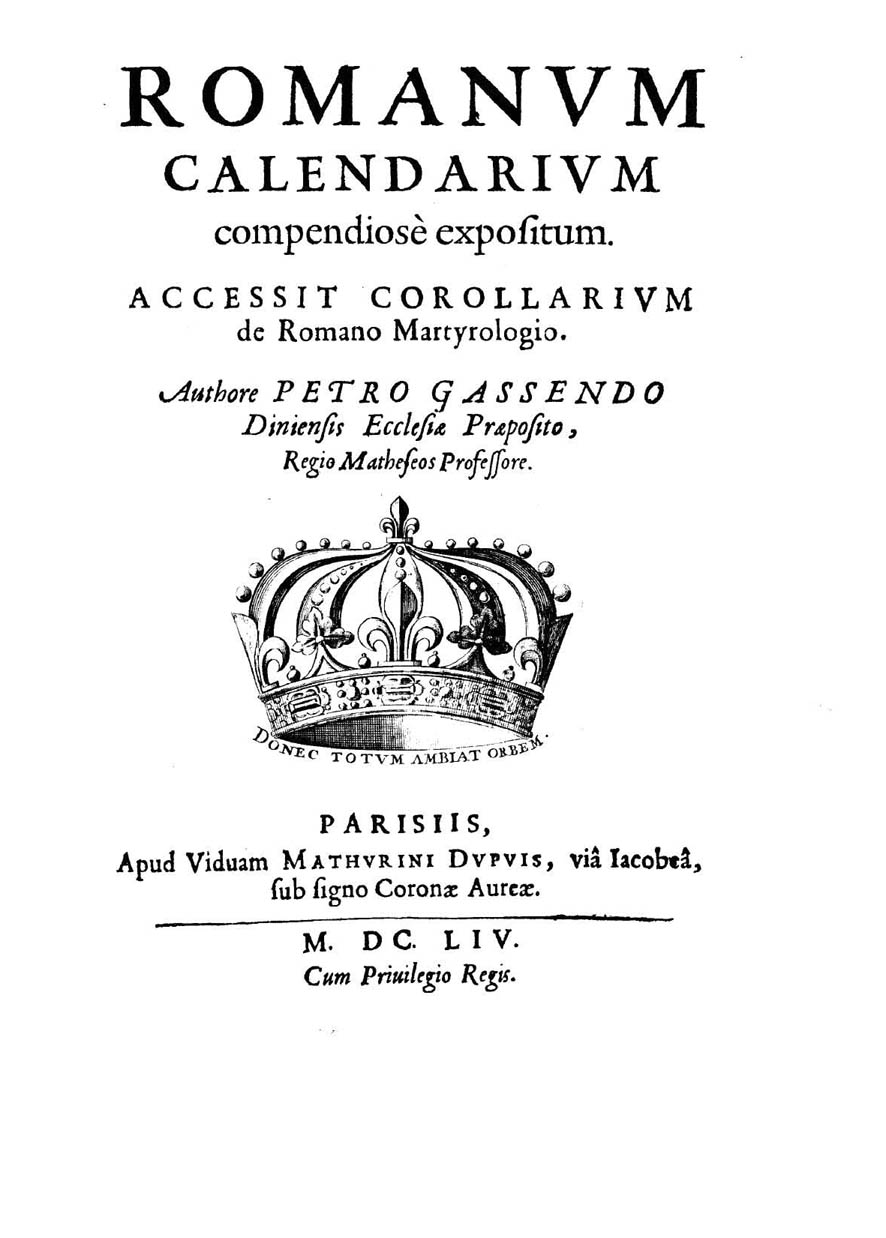
Romanum calendarium

ピエール・ガッサンディ（Pierre Gassendi、1592年1月22日 - 1655年10月24日）は、フランスの物理学者・数学者・哲学者。

## 人物・生涯
プロヴァンス地方でディーニュ＝レ＝バン近郊シャンテルシェ（Champtercier）で貧しい農夫の子として生まれ、ディーニュ大学に聴講し、言語学と数学に才能を示す。エクサンプロヴァンス大学で哲学を学んで16歳で修辞学の教師となり、3年後に神学と哲学の教授となった。翌年の1612年に神学を講義するべくディーニュ大学に招聘され、1616年にアヴィニョンで神学の学位を授与され、翌年に僧職に就いた。同年、エクサンプロヴァンス大学で哲学教授となり、徐々に神学研究から遠のくことになる。1628年から1633年までフランドルとオランダへ旅行。1633年に元老員議員のベイレスシウスに推挙されて聖堂参事会員となり、ディーニュ聖堂学院の学長となる。1645年にパリのコレージュ・ロアイヤルの数学教授となり、1648年に体調を崩すまで講義を行った。パリで没する。

## 思想
- 青年時代のガッサンディは、懐疑論者ピエール・シャロンなどの影響によりアリストテレスの権威から解き放たれ、スコラ学者が解釈したアリストテレスを揶揄攻撃するパンフレットを書いて一部を出版し、その激しさを懸念した友人の忠告により5巻分を焼却した。
- ガッサンディの批判は、自らの唯物論を教会の教理に順応させたデカルトにも向けられた。感覚から与えられる印象を疑った「デカルト的懐疑」を観念の遊戯と考え、「存在は思惟によってのみ認められる」とするデカルトに対し「存在は、まさしく思惟からと同様に、他のいかなる作用からも推測することができる」と反論した。
- ガッサンディの哲学史上最大の功績は、ローマ共和国にギリシア哲学が輸入されて以来エピクロスが被っていた誹謗を斥け、その唯物論を復権したことである。ガッサンディはなにより物理学者であり、経験論者であったのでエピクロスの原子論を好む下地が備わっていた。その好みは言語学界で長らく賞賛されていたルクレティウスを研究することで強まった。ガッサンディはエピクロスの「快楽主義」にまつわる偏見を取り除き、エピクロスの道徳的な純潔さを擁護した。さらに唯物論と「無神論」が同一ではないことを、エピクロスが神々に犠牲を捧げた事実や、神が第一原因であり世界すべてを創造したというガッサンディ自身の説によって論証しようとした。
- 宇宙論においてはプトレマイオスとコペルニクスとティコ・ブラーエが最も重要であるとし、その中でもコペルニクスが最も単純で徹底的に事実を表象したものと賞賛した。時間と場所は神による世界創造以前から存在し、物質（原子）は神によって最初の運動を与えられたのであるとも考えた。
- ガッサンディの死後、「理性」を強調するデカルト学派と「経験」を重く見るガッサンディの学派はパリ大学で対立しつつスコラ哲学の影響を掘り崩し、ガッサンディの友人であるホッブズはデカルトの粒子説を支持したが、ニュートンの原子論はガッサンディの方法で組み立てられている。

## 著作
- 『アリストテレスに関する逆説演習 Exercitationes paradoxicae adversus Aristoteleos』1624年
- 『Epistolica Exercitatio, in qua precipua principia philosophiae Roberti Fluddi deteguntur』1631年
- 『反デカルト研究 Disquisitiones anticartesianne』1643年
- 『エピクロスの生と死 Commentarius de vita, moribus et placitis Epicuri』1659年

なお、2008年10月現在日本語に翻訳されている著作はない。

## 参考資料
- Stanford Encyclopedia of Philosophy: Pierre Gassendi
- Sakamoto Kuni (坂本邦暢), German Hercules's Heir: Pierre Gassendi's Reception of Keplerian Ideas, Journal of the History of Ideas 70 (2009): 69-91.